# Foursquare
Foursquare（フォースクエア）は、位置情報に基づいたソーシャル・ネットワーキング・サービスのウェブサイト、携帯電話用ソフトウェア、および位置情報ゲームである。
利用者は、携帯電話のショートメッセージサービスでメッセージを送ったり（米国国内のみ）、携帯端末固有のアプリケーションを用いて、ベニューと呼ばれる特定の場所でチェックインする。フォースクエアの利用者には得点が与えられ、またバッジが与えられる時もある。フォースクエアはデニス・クローリーとナビーン・セルバドゥライ氏によって作られた。クローリーは以前に同様のプロジェクトであるドッヂボールを設立したがドッヂボールは2005年にグーグルに買収された後2009年には凍結された。
2013年9月の時点で、累計ユーザー数は4000万人以上、累計チェックイン数は45億回を超えた。
2014年5月にFoursquare社は新アプリ「Swarm（スウォーム）」を発表。チェックインや得点やバッジといったゲーム機能やライフログ機能をSwarmへと分離し、Foursquareは現在地付近にあるユーザーのおすすめの店や名所旧跡などを紹介する地域情報サイトに特化することとなった。SwarmとFoursquareはベニューを共有しており、SwarmではFoursquareに書き込まれたベニュー情報を確認でき、Foursquareで最寄りのベニューにチェックインしようとするとSwarmが起動するようになっている。

## 概要
フォースクエアは登録した利用者が友人と繋がったり居場所を更新したりすることを可能にするウェブサイトとモバイルアプリケーションである。仕事以外の時間や週末に、会場で「チェックイン」すると得点が与えられる。利用者はチェックインする時に更新する自分のTwitterやFacebookのアカウントを選ぶことができる。フォースクエアはiPhoneアプリケーションのバージョン1.3で、友人の更新を知らせるプッシュ型通知を可能にした。フォースクエアはこれを「Pings」と呼んでいる。利用者は特定のタグが付いたベニューでチェックインしたり、またはチェックインの頻度に応じてバッジを獲得することもできる。同社は将来的には利用者がサイトへ利用者独自のバッジを追加することができるようになると明らかにしている。もしある利用者が別々の日にあるベニューへ他の誰よりも多くチェックインして、またその利用者にプロフィール写真があれば、利用者はそのベニューの「メイヤー」（Mayor, 「市長」の意）として認定される。他の誰かがメイヤーより多くチェックインすると、前メイヤーに代わって新しい利用者がメイヤーの肩書を獲得する。利用者は私的に使うために「To Do」リストを作ったり、また他の利用者が読むことができる「Tips」をベニューに追加できる。それらはそのベニューでの素晴らしい食事や体験の提案として役立つ。
フォースクエアは2009年に、アムステルダム・アトランタ・オースティン・ボストン・シカゴ・ダラス・フォートワース複合都市圏・デンバー・デトロイト・ヘルシンキ・ヒューストン・ラスベガス・ロンドン・ロサンゼルス・マイアミ・ミネアポリス・セントポール都市圏・ニューヨーク・ピッツバーグ・フィラデルフィア・フェニックス・ポートランド・サンディエゴ・サンフランシスコ・シアトル・トロント・ワシントンD.C.・ソウル・東京、そしてインドのボンベイなど世界的な100都市圏だけで限定的に利用できる状況で始められた。2010年1月、foursquareは世界中のどこからでもチェックインできるように位置モデルを変更した。2010年3月の時点では、foursquareは国際的に500,000名の利用者を抱えている。
2010年3月現在、フォースクエアにはiPhone, Android, HP webOS, BlackBerryおよびWindows Mobile用のアプリケーションがある。
2010年2月、同社はファンに小技、特典や新しいバッジを提供するため、Zagat, Bravo, Conde Nast, ニューヨーク・タイムズおよびその他いくつかの会社と新しい商業提携を結んだ。
2011年2月、KDDIがフォースクエアと提携し、KDDIから販売される端末へフォースクエア・アプリケーションへのショートカットを搭載することが発表された。
2012年4月、累計ユーザー数は2000万人以上、累計チェックイン数は20億回を超えた。
2012年9月、ローソンがフォースクエアと提携し、米国外企業としては初となるクーポン発券や、日本企業初のパートナーバッジ提供を始めた。

## バッジ
様々な場所でチェックインすることでバッジが得られる。一部の街では特定の街だけで獲得できる固有のバッジがある。しかしながらフォースクエアはバッジを扱う方法を変更し、現在は利用者がバッジを獲得した時、利用者は全ての街にまたがるバッジを持つ。一度プレーヤーがバッジを獲得すると、バッジはその利用者のプロファイルに無期限に残る。
多くのバッジを解錠する方法は、フォースクエアの企業秘密である。使い方の道標として獲得できる一握りの入門用バッジがある。いくつかのバッジはベニュー「タグ」に結び付けられ、そのバッジはベニューに適用されたタグに依存して得られる。その他のバッジは街、ベニュー、イベントまたは日付を特定することがある。いくつかのバッジは同じアイコンを使うが別々に得られる。またいくつかのバッジ（たとえば "Far Far Away"、"Trifecta"、"I'm on a Boat" など）は似通った名前がいくつも付けられているが、獲得条件はそれぞれ異なる。

## スーパーユーザ・ステータス
2017年に、フォースクエアは（スーパーユーザのバッジとは別に）それまでの3段階しかなかったステータスを変更し、10段階の「スーパーユーザ・ステータス」の提供を始めた。なお、スーパーユーザ・ステータスによる権力の違いは、公式にはアナウンスされていない。
- スーパーユーザ・レベル1-6

レベルに応じた編集権限が与えられ、その貢献度により自動的に昇格していく。
- スーパーユーザ・レベル7

公式スポットの閉鎖が行なえる。
- スーパーユーザ・レベル8

誤マージされたスポットを元に戻すロールバックや、ロックされたスポットへのアクセスが可能となる。
- スーパーユーザ・レベル9-10

ベニューの別名を作成やスポットの間違った情報を削除する能力など、従来のSU3に相当する権限が与えられる。
2013年9月現在で、147カ国・4万人のユーザーが、スーパーユーザ・ステータスを付与されている。